# بیسکو (کارولینای شمالی)
بیسکو (به انگلیسی: Biscoe) شهری در ایالت کارولینای شمالی کشور ایالات متحده آمریکا است که جمعیت آن در سرشماری سال ۲۰۱۰ میلادی، ۱٬۷۰۰ نفر بوده‌است.